# Tanja Ivanović
Tanja Ašanin (født 5. november 1996) er en montenegrinsk håndboldspiller, som spiller i serbiske ŽORK Jagodina og Montenegros kvindehåndboldlandshold.
Hun blev udtaget til landstræner Bojana Popović' trup ved VM i kvindehåndbold 2021 i Spanien, hvor det montenegrinske hold blev nummer 22.